# Острво Клипертон
Острво Клипертон (фр. Île Clipperton или Île de la Passion) налази се у Пацифику око 1000 km југозападно од Мексика. То је ненасељени атол, пречника 8 km и површине 1,6 km² (заједно са лагуном: 9 km²). Највиша тачка острва, некадашњег вулкана, је на 27 метара. 
Острво Клипертон припада Француској. У прошлости острвом је владао и Мексико. Управа је у надлежности високог комесара Француске Полинезије, иако острво не припада овој територији. 
Ово острво је открио Фердинанд Магелан 1521. Име је добило по пирату Џону Клипертону, који је острво користио као своју базу у 18. веку. 
Острво је непогодно за људски живот због оскудних ресурса. На њему живи бројни животињски свет. Међу њима је 11 милиона ракова и много птица. 